# Gage Ridge
Gage Ridge är en bergstopp i Antarktis. Den ligger i Östantarktis. Australien gör anspråk på området. Toppen på Gage Ridge är 546 meter över havet.
Terrängen runt Gage Ridge är kuperad åt sydost, men åt nordväst är den platt. Trakten är obefolkad. Det finns inga samhällen i närheten. 